# Condado de Prudnik
Condado de Prudnik (polaco: powiat prudnicki) é um powiat (condado) da Polónia, na voivodia de Opolskie. A sede do condado é a cidade de Prudnik. Estende-se por uma área de 571,16 km², com 60 430 habitantes, segundo os censos de 2005, com uma densidade 105,8 hab/km².

## Divisões admistrativas
O condado possui:
Comunas urbana-rurais: Biała, Głogówek, Prudnik
Comunas rurais: Lubrza
Cidades: Biała, Głogówek, Prudnik

## Demografia
População (dados de 30 de Junho de 2005):
|          | Total   | Total | Mulheres | Mulheres | Homens  | Homens |
| -------- | ------- | ----- | -------- | -------- | ------- | ------ |
|          | pessoas | %     | pessoas  | %        | pessoas | %      |
| Total    | 60 430  | 100   | 31 428   | 52       | 29 002  | 48     |
| Cidades  | 31 908  | 100   | 16 832   | 52,8     | 15 076  | 47,2   |
| Povoados | 28 522  | 100   | 14 596   | 51,2     | 13 926  | 48,8   |